# Édouard Harzic
Édouard Harzic, né le 25 septembre 1906 à Amiens et mort le 11 septembre 1989, est un arbitre international français de football.

## Biographie
Édouard Harzic arbitre la finale de la Coupe de France de football 1953-1954 entre l'OGC Nice et l'Olympique de Marseille. Il dirige deux matchs de Coupe des clubs champions européens (C1) : le huitième de finale aller de la C1 1955-1956 entre le Sporting Clube de Portugal et le FK Partizan Belgrade, et le huitième de finale aller de la C1 1957-1958 entre le Royal Antwerp FC et le Real Madrid CF.
Il officie lors du Challenge des champions 1959.
Édouard Harzic dirige aussi des rencontres amicales entre sélections nationales et une rencontre entre la Grèce et la Roumanie comptant pour les éliminatoires de la Coupe du monde de football 1958.